# رشته‌کوه قفقاز
رشته‌کوه قفقاز، کوهستانی میان دریای سیاه و دریای خزر می‌باشد که در منطقه قفقاز قرار دارد. این رشته‌کوه از دو قسمت قفقاز بزرگ و قفقاز کوچک تشکیل شده‌است.
این رشته‌کوه در کشورهای روسیه، گرجستان، جمهوری آذربایجان، ارمنستان و ترکیه گسترده شده‌است.

## قله‌ها
| نام قله       | ارتفاع (متر) | برآمدگی (متر) | کشور          |
| ------------- | ------------ | ------------- | ------------- |
| البروس        | ۵٬۶۴۲        | ۴٬۷۴۱         | روسیه         |
| دیخ-تاو       | ۵٬۲۰۵        | ۲٬۰۰۲         | روسیه         |
| شخارا         | ۵٬۲۰۱        | ۱٬۳۶۵         | روسیه/گرجستان |
| کوشتان-تاو    | ۵٬۱۵۲        | ۸۲۲           | روسیه         |
| جانگا         | ۵٬۰۵۹        | ۳۰۰           | روسیه/گرجستان |
| کازبک         | ۵٬۰۳۴        | ۲٬۳۵۳         | روسیه/گرجستان |
| پوشکین        | ۵٬۰۳۳        | ۱۱۰           | روسیه/گرجستان |
| کاتین-تاو     | ۴٬۹۷۹        | ۲۴۰           | روسیه/گرجستان |
| شوتا روستاولی | ۴٬۸۶۰        | حدود ۵۰       | روسیه/گرجستان |
| تتنولد        | ۴٬۸۵۸        | ۶۷۲           | گرجستان       |